# Réserve de biosphère de Clayoquot Sound
La réserve de biosphère de Clayoquot Sound est une réserve de biosphère de l'Unesco située à Clayoquot Sound sur la côte ouest de l'île de Vancouver, en Colombie-Britannique, au Canada. Elle a été désignée le 21 janvier 2000.
La réserve est gérée par The Clayoquot Biosphere Trust (CBT).

## Géographie
Le réserve de biosphère possède une surface totale de 349 947 ha.
Elle est la première de la province de Colombie-Britannique, elle se situe à proximité de la réserve de biosphère du Mont Arrowsmith.

## Caractéristiques écologiques

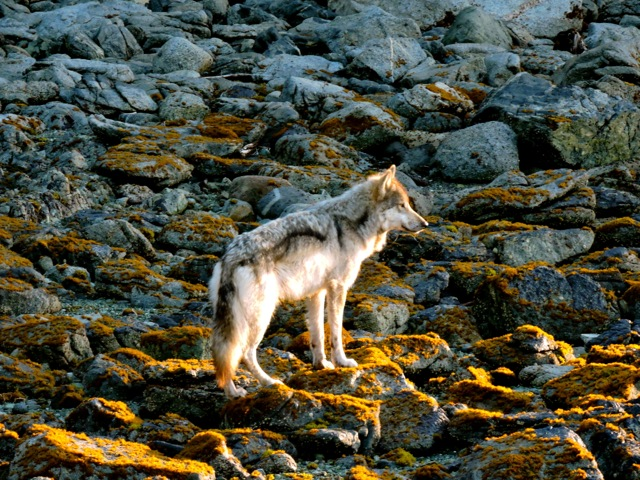
Canis lupus nubilus, une sous-espèce rare du loup gris, native de l'île de Vancouver.

Une grande diversité d'écosystèmes existe dans la réserve de biosphère, notamment la forêt pluviale côtière tempérée, l'océan et les côtes rocheuses. Neuf grandes vallées boisées n'ont pas été touchées par l'exploitation forestière ou tout autre développement industriel. La forêt pluviale tempérée, les lacs, les rivières et les sommets alpins de la région fournissent des habitats à un vaste éventail d'espèces, dont un nombre important sont en voie de disparition ou rares. Étant donné que le développement urbain entraîne de plus en plus la fragmentation des écosystèmes forestiers et alpins et la perte de biodiversité dans les forêts tropicales côtières, cette réserve de biosphère constitue un refuge le rétablissement des espèces.
L'habitat principal de la réserve est la forêt pluviale tempérée, elle couvre 85 % de la composante terrestre et s'étend jusqu'à des altitudes d'environ 900 m. L'habitat est dominé par de grands arbres, notamment la pruche de l'Ouest, le thuya géant, le sapin gracieux (Abies amabilis), le cèdre jaune de l'Ouest, l'épinette de Sitka, le pin, le douglas, l'if et l'aulne rouge. Il a été inventorié environ 300 espèces de vertébrés, dont l'ours noir américain, le couguar, le vison d'Amérique et le loup gris.
Le deuxième habitat couvre 12 % de la baie de Clayoquot, et se situe au-dessus de la forêt pluviale tempérée. Les essences dominantes comprennent la pruche des montagnes, le cèdre jaune de l'Ouest et le sapin Amabilis. Moins d'espèces se trouvent à une altitude aussi élevée. 
La partie marine de la réserve comporte des vasières, des plages et des estuaires. La réserve contient le plus grand couvert de zostères de la côte ouest de l'île de Vancouver. Des cétacés tels que les baleines à bosse, les baleines grises, les orques et une variété d'autres espèces de baleines, de dauphins et de marsouins sont présents. Des lions de mer de Steller et des otaries de Californie se trouvent également dans la réserve. L'aquaculture commerciale d'espèces indigènes de saumon et le saumon atlantique, d'huîtres (environ 3,2 millions par an) et de pétoncles introduits constituent des activités économiques importantes.

## Caractéristiques socio-économiques
La population résidente s'élève à environ 5 000 personnes. Au moins un tiers de la population sont des Premières Nations Nuu-chah-nulth (d'ascendance autochtone) constituant cinq communautés, dont les territoires traditionnels englobent toute la réserve de biosphère. Depuis 2000, l'économie locale est passée du statut de base de l'industrie forestière et de la pêche à une approche plus sensible écologiquement, fondée sur les principes culturels Nuu-chah-nulth. Les Premières nations et le gouvernement provincial travaillent ensemble pour développer des solutions à petite échelle fondées sur une économie durable. L'aquaculture est bien établie. 
En raison de la présence de ressources naturelles, le tourisme et ses services connexes ont été encouragés. Leurs développements s'est réalisé rapidement le long de la côte,dans et autour de deux villes accessibles depuis l'unique route menant à la réserve de biosphère. Les visiteurs saisonniers s'élèvent à environ 1 million par an.

## Aires protégées incorporées dans la réserve
La réserve de biosphère inclut les aires protégées suivantes :
- Parc provincial Clayoquot Arm (en)
- Parc provincial Clayoquot Plateau (en)
- Réserve écologique de Cleland Island
- Parc provincial Dawley Passage (en)
- Parc provincial d'Epper Passage
- Parc provincial Flores Island Marine (en)
- Parc provincial Gibson Marine (en)
- Parc provincial Hesquiat Lake
- Parc provincial Hesquiat Peninsula
- Parc provincial Kennedy Lake
- Parc provincial Kennedy River Bog
- Parc provincial Maquinna Marine
- Réserve écologique de la rivière Megin
- Réserve de parc national Pacific Rim (partiellement)
- Parc provincial Strathcona (partiellement)
- Parc provincial de Sulphur Passage
- Parc provincial de Sydney Inlet
- Parc provincial de Tranquil Creek
- Parc provincial de Vargas Island
- Parc tribal de Meares Island Wah-nuh-jus—Hilthoois